# Teatre Auditori Municipal Narcís Masferrer
El Teatre Auditori Municipal Narcís Masferrer és una obra de les darreres tendències de Sant Feliu de Guíxols (Baix Empordà) inclosa a l'Inventari del Patrimoni Arquitectònic de Catalunya. Va ser inaugurat el 6 de gener de 1990 i des d'aleshores hi han tingut lloc espectacles i concerts, entre els quals el Festival internacional de la Porta Ferrada.
L'Auditori va ser batejat amb el nom de qui fou mestre de la població i també home de teatre, Narcís Masferrer Buixó, en reconeixement de la tasca cultural que dugué a terme. Fou també nomenat, el 2003, fill predilecte de Sant Feliu en el Ple de l'Ajuntament.

## Descripció
Situat a la plaça del Monestir, és un edifici aïllat, d'estructura complexa, que salva el desnivell del terrenys mitjançant un pati d'accés amb escales, delimitat per una tanca i centrat per un templet circular amb coronament metàl·lic. El cos del teatre s'estructurà bàsicament en volums cúbics que tallen parcialment l'estructura circular del pati d'accés i que s'uneixen al templet. La part posterior de l'edifici es tanca amb un acabament arrodonit, a dos nivells. El conjunt és de maó vist, utilitzat decorativament amb combinació de dos colors. La pedra artificial subratlla els espais i delimita els volums.
El projecte de l'obra va ser realitzat l'any 1987 pels arquitectes Joan Tarrús, Jordi Bosch i Santiago Vives i té un aforament de 386 espectadors.